# Ulei de palmier
Uleiul de palmier (cunoscut și sub numele de ulei Dende, din portugheză) este un ulei de bucătărie vegetal comestibil provenit din pulpa roșie a fructului de palmier Elaeis, în principal din Palmierul de Ulei African numit Elaeis guineensis, și din mai puținul extins Palmier de Ulei American numit Elaeis oleifera și din Palmierul Maripa numit Attalea maripa.

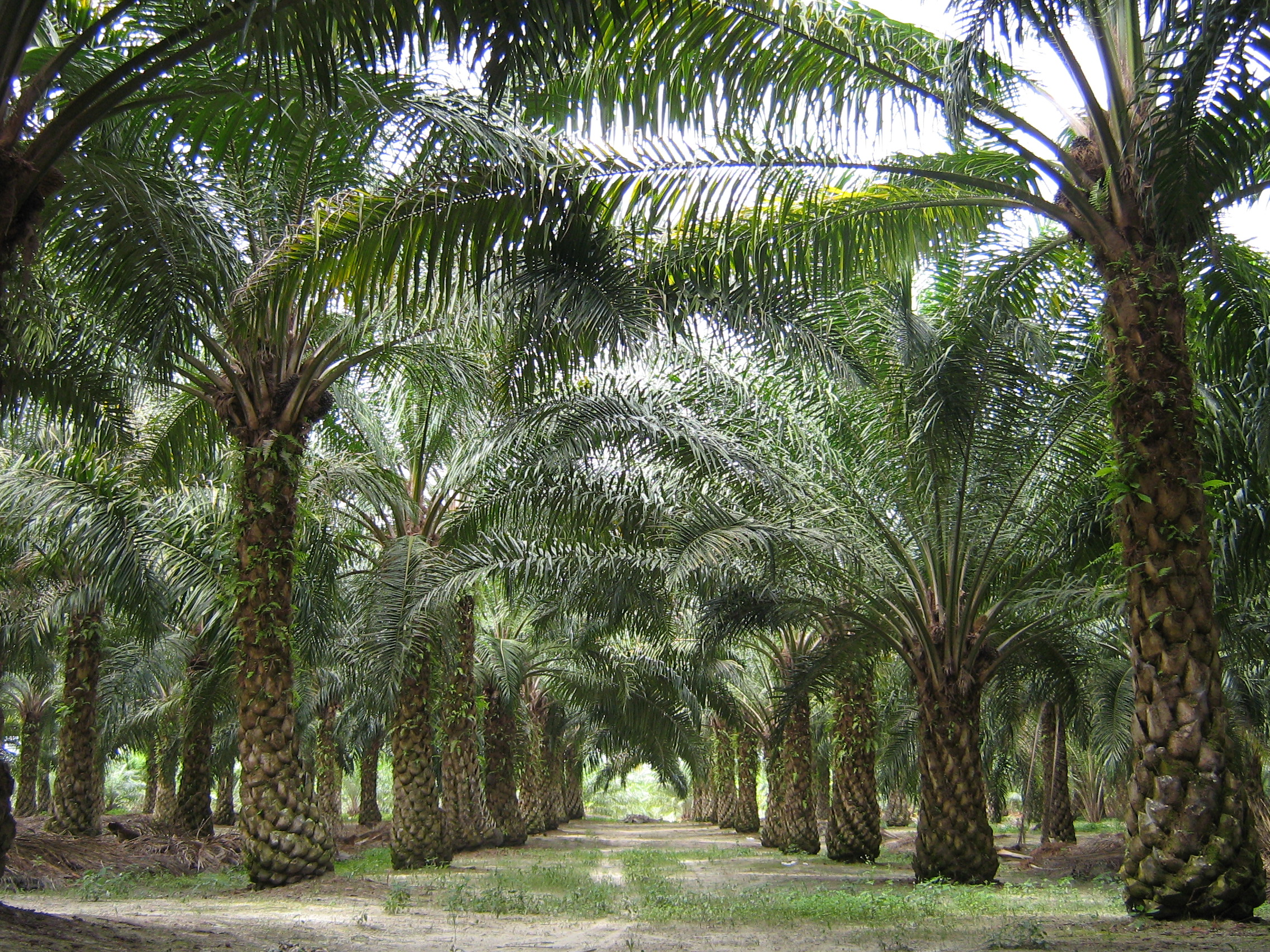
Plantație de palmieri în Malaezia

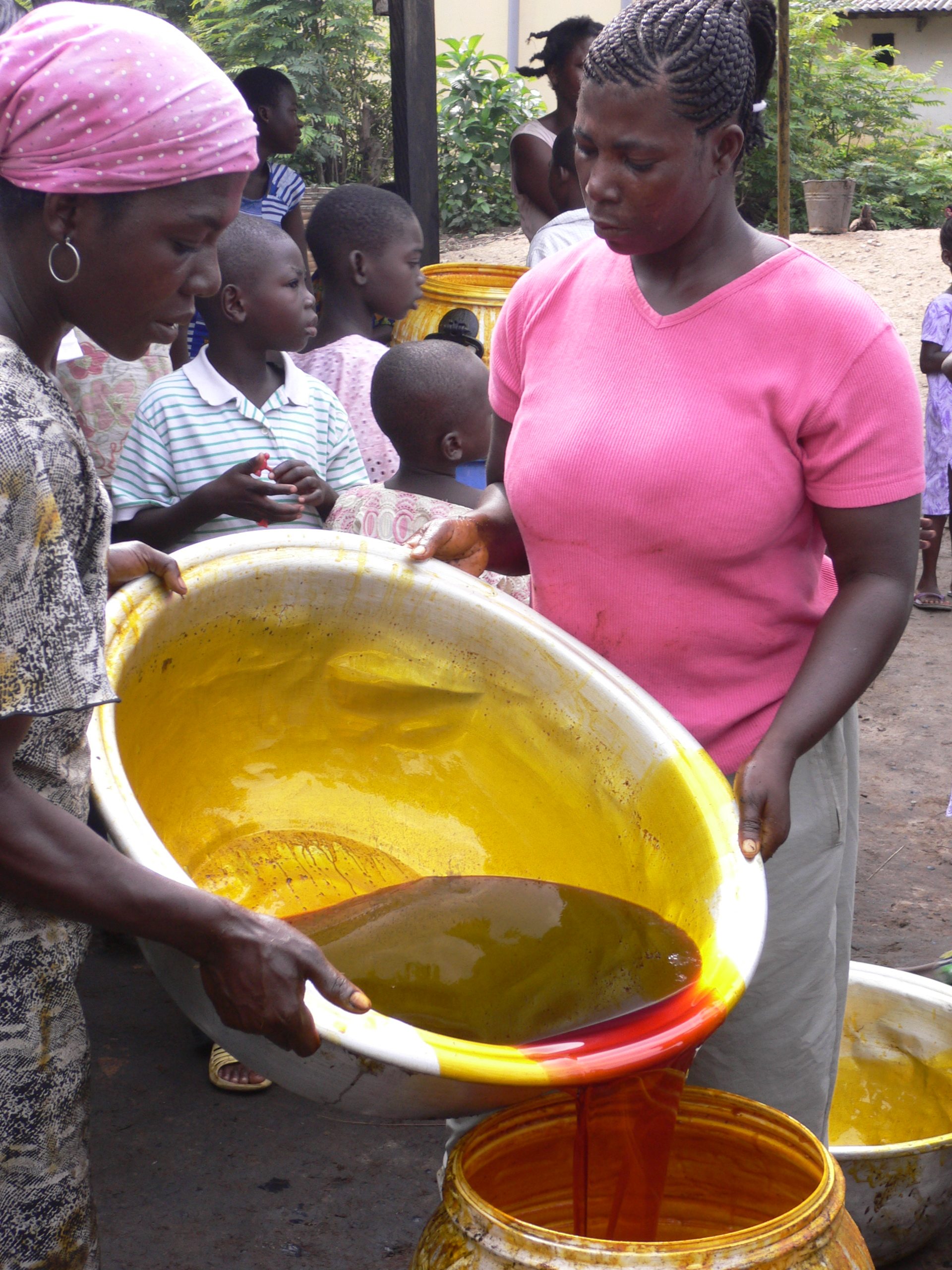
Prelucrarea uleiului de palmier în satul Jukwa, Ghana

Este în mod natural de culoarea roșiatică din cauza unui conținut ridicat de beta-caroten. Acesta nu trebuie confundat cu „uleiul de palmier nucleu” derivat din semințele aceluiași fruct sau cu uleiul de nucă de cocos derivat din miezul de nucă de cocos (Cocos nucifera). Diferențele sunt de culoare (uleiul de palmier brut este lipsit de carotenoide și nu este de culoare roșie) și în conținutul de grăsimi saturate: uleiul de palmier provenit din pulpa roșie a fructului de palmier are 41% saturație, în timp ce uleiul de palmier provenit din semințe și uleiul de nucă de cocos au 81%, respectiv 86% saturație.
Uleiul de palmier, împreună cu uleiul de nucă de cocos, sunt printre cele câteva grăsimi vegetale extrem de saturate. El este semi-solid la temperatura camerei și conține mai multe grăsimi saturate și nesaturate. Ca toate uleiurile vegetale, uleiul de palmier nu conține colesterol, deși aportul de grăsimi saturate crește atât colesterolul LDL cât și colesterolul HDL. Uleiul de palmier este fără GMO (nu este derivat din organisme modificate genetic).
Datorită prețului mic și calităților sale nutritive superioare, uleiul de palmier este cel mai folosit tip de ulei de gătit în Africa, Asia și America de Sud. Din acest motiv, tot mai multe zone cu păduri tropicale sunt defrișate sau incendiate în fiecare an, pentru a face loc noilor terenuri pentru plantațiile de palmier. Plantațiile de palmieri sunt una dintre cauzele principale care duc la defrișarea pădurilor tropicale din America de Sud, Africa și Indonezia.